# Ptychomitrium cucullatifolium
Ptychomitrium cucullatifolium là một loài rêu trong họ Ptychomitriaceae. Loài này được (Müll. Hal.) A. Jaeger mô tả khoa học đầu tiên năm 1874.